# Diego Miranda
Diego Miranda est un producteur, remixeur et disc jockey portugais,.

## Biographie
En 2006 et 2007, Diego Miranda remporte le prix du Best Newcomer DJ Award décerné par le magazine portugais Dance Club et sur le site Portugal Night[réf. nécessaire]. Après plusieurs représentations dans toutes les grandes boîtes portugaises, il a notamment mixé au côté de Tiesto, Roger Sanchez, Bob Sinclar, Carl Cox. Il fait partie de la nouvelle scène electro/house qui émerge au Portugal depuis le début des années 2000, après la fin du Underground Sound of Lisbon[réf. nécessaire]. Il a mixé les plus grandes compilations dance/house portugaise comme Portugal Night 2007, et The Annual Summer 2008. Il a également mixé en Angleterre, France, Espagne, Russie, Brésil, Luxembourg, Égypte et Angola. Il édite son plus gros succès en l'été 2009, qui se nomme Ibiza for Dreams avec la chanteuse portugaise Liliana[réf. nécessaire].
Depuis 2010, il est le DJ officiel de MTV Portugal (en). En 2011, il est nommé par MTV,dans la catégorie « meilleur artiste portugais ». En 2013, il atteint la 94e place du classement effectué par DJ Mag en 2013, et la 70e en 2014.

## Discographie

### Albums studio
- 2013 : Say Yeah[6]

### Compilations
- 2007 : Portugal Night 2007
- 2008 : The Annual Summer 2008
- 2011 : Portugal Night 2011

### Singles et EP
- 2008 : Tânia
- 2009 : Ibiza for Dreams (featuring Liliana #2)
- 2010 : Just Fly (featuring Villanova & Liliana)
- 2011 : Speed (featuring Vaness)
- 2011 : Only With Sunshine (featuring Villanova & David Cruz)
- 2011 : Total Eclipse (featuring Rebeca)
- 2011 : Time 2 Change
- 2011 : Girlfriend (featuring Ana Free)